# José Pellicer Gandia
José Pellicer-Gandia (El Grau, València, 28 d'abril de 1912 - 8 de juny de 1942). Tipògraf i anarquista valencià, de la CNT, anomenat també El Durruti valencià. Membre fundador de la Columna de Ferro, en la que va lluitar. Va ser executat pels feixistes espanyols.

## Biografia
José Pellicer-gandia va nàixer l'any 1912 dins d'una família benestant. Ben aviat va donar mostres d'un marcat sentit de la justícia, la qual cosa el va portar a renunciar a la seua posició burgesa i a afiliar-se, quan només tenia 18 anys, a la CNT i a la FAI.
A més de ser un gran lector i tenir una gran cultura, Pellicer era naturista i vegetarià. Igualment era partidari de la insurrecció proletària i de l'associacionisme obrer. Va defensar, tant d'obra, com de paraula una concepció de la lluita de classes que s'allunyava del sindicalisme, el Moviment Obrer Anarquista, la meta de la qual era el comunisme llibertari.
Després d'una primera experiència com a secretari de l'Ateneu de Divulgació Anarquista i del comitè regional de la FAI, dues vagues insurreccionals, diverses estades a presó i l'exili, va tornar a l'acció directa en el Sindicat de la construcció, del qual va ser delegat al Congrés de Saragossa.
Quan es va esdevenir el cop d'estat del 18 de juliol el grup Nosotros format per Segarra, Cortés, Rodilla, Berga I José Pellicer mateix, va esdevenir l'impulsor principal de la Columna de Ferro. També hi van participar altres persones d'un tarannà revolucionari semblant com ara Rafael Martí ("Pancho Villa"), Francisco Mares, Diego Navarro o Pedro Pellicer, germà de José.
La posterior militarització de la Columna i la conversió en la 83 Brigada Mixta, de la qual va ser comandant, l'abandó dels postulats anarquistes de la majoria dels responsables de la CNT i de la FAI —en nom del possibilisme i les circumstàncies—, va portar José pellicer a enfrontar-se amb la direcció de totes dues organitzacions. Des de la publicació Nosotros va mirar d'enfortir en pensament anarquista. Però aquest projecte va ser anorreat per la seua detenció i per l'ingrés a les presons del SIM, els serveis secrets de la Segona República Espanyola que se suposaven sota control soviètic i comunista.
Malgrat que la derrota de la II República ja era evident, es va negar a abandonar el país, raó per la qual va ser capturat pel bàndol feixista, jutjat i condemnat a mort —junt amb son germà Pedro. Va ser executat el 8 de juny de 1942.